# Erwin Chargaff
Erwin Chargaff (11. srpna 1905 Černovice - 20. června 2002 New York) byl americký biochemik židovského původu narozený na území dnešní Ukrajiny, tehdy Rakousko-Uherska. Průkopnický byl zvláště jeho chromatografický výzkum nukleových kyselin. Objevil dvě pravidla, nazývaná Chargaffova pravidla, která pomohla k objevu dvoušroubovicové struktury nukleové kyseliny nesoucí genetickou informaci, tedy DNA. Při udělování Nobelových cen za objev struktury DNA v roce 1962 byl ovšem opominut, přestože mezi trojicí oceněných byl vědec, který přispěl k objevu prý jen tím, že upozornil na rentgenový snímek, který navíc udělal někdo jiný. Jde o jeden z nejznámějších nobelovských skandálů a Chargaff neocenění nesl s hořkostí, kterou též široce publikoval.

## Život
Po vypuknutí první světové války se jeho rodina přestěhovala do Vídně, kde pak vystudoval chemii na Technické univerzitě ve Vídni (Technische Hochschule Wien). Doktorát získal pod vedením Fritze Feigla. V letech 1925 až 1930 působil jako výzkumný pracovník na Yaleově univerzitě. Poté se vrátil do Evropy, kde působil nejprve jako asistent na katedře bakteriologie a veřejného zdraví na univerzitě v Berlíně. V roce 1933 byl donucen rezignovat na svou pozici kvůli nacistické antisemitské politice. Odešel nejprve do Paříže, kde rok pracoval jako vědecký pracovník v Pasteurově ústavu, v roce 1935 pak emigroval do Spojených států, kde začal vědecky pracovat na lékařské fakultě Kolumbijské univerzity. V roce 1940 se stal americkým občanem. V roce 1952 byl na Kolumbijské univerzitě jmenován profesorem biochemie. V letech 1970 až 1974 byl vedoucí katedry biochemie. V roce 1974 získal Národní vyznamenání za vědu.

## Dílo
První Chargaffovo pravidlo, které definoval v roce 1950, říkalo, že v DNA se počet guaninových jednotek rovná počtu cytosinových jednotek a počet adeninových jednotek se rovná počtu thyminových jednotek. To otevřelo cestu k úvahám, jaká struktura tuto paritu vlastně umožňuje. Druhé pravidlo definoval Chargaff později, v roce 1968. Uvádí, že v jednořetězcové DNA je počet adeninových jednotek přibližně stejný jako u thyminu a počet cytosinových jednotek přibližně stejný jako u guaninu.
Roku 1978, po stažení se z vědeckého výzkumu, napsal autobiografii Heraclitean Fire. Zaznamenala velký ohlas nejen jako historické svědectví, ale i pro své literární kvality. To Chargaffa vedlo k tomu dále psát, zejména eseje, a to jak anglicky, tak německy (Kritik der Zukunft aj.). Začal v těchto esejích zejména varovat před experimenty s úpravou genů. Věřil, že ve světě, který funguje jako komplexní systém, kde vše je vzájemně propojeno a závislé na sobě (aniž by veškerou tuto propojenost člověk dokázal popsat), bude mít genetické inženýrství nevyhnutelně nepředvídatelné důsledky. Napsal například: „Genetického inženýrství představuje pro svět větší hrozbu než příchod jaderné technologie. Nezvratný útok na biosféru je něco tak neslýchaného, tak nemyslitelného pro předchozí generace, že si jen přeji, abych sám nebyl jednou považován za viníka".